# Dawnstar
Dawnstar (Zora Zvijezda) su indie rock sastav iz Mađarske, Budimpešte. Originalna postava benda uključuje tekstopisca Attila Wind (vokal/gitara), Bálint Hamvas (bas) i Viktor Albert (bubnjevi). Zvuk benda uglavnom je mješavina glatkih i deformiranih gitara, pulsirajućih basova i očaravajućih melodija na tipkovnici. Dawnstar predstavlja mješavinu sredinom 1960-ih psihodelične, kasnih 1970-ih Goth, sredinom 1980-ih grunge i 1990-ih indie rock u indie glazbenoj sceni Budimpešte.

## Povijest

### Formiranje
Attila Wind, rođen od engleskog oca iz Sunderlanda i mađarske majke iz Budimpešte, susreo je Bálint Hamvas sredinom 1990-ih u gimnaziji Teleki Blanka u Budimpešti. Godine 1999. osnovali su Anselliju, nazvanu po istoimenoj orhideji, kao duo projekt i snimili svoj prvi demo, Eunomia. 2000. godine Attila Wind je skladao osam novih skladbi koje su snimljene u Piliscsabi. Ova demonstracija pod nazivom Vanity (hrvatski: taština) pomogla je bendu da regrutira Viktora Alberta koji je bio Bálint Hamvašev kolega iz Budimpeštanske poslovne škole (Budapest Business School). Nakon nekoliko koncerata u lokalnim klubovima, bend je u proljeće 2001. godine počeo koristiti ime Dawnstar, koje je kombinacija "zore" i "zvijezde" kao alternative za Jutarnju zvijezdu ili Veneru, umjesto Ansellije. Svoj prvi koncert s tim novim imenom održali su 13. prosinca 2002. u klubu Woodoo u Csepelu. Na rani zvuk benda utjecala je grunge revolucija iz Seattla. Međutim, kasnije je bend počeo miješati svoj zvuk s mnogim različitim glazbenim žanrovima poput psihodelije, post-punka i garažnog rocka. Dawnstar je 2002. godine snimio svoj treći demo, Under Your Wings (hrvatski: Pod Tvojim Krilima), u Pick-up studijima u Budimpešti. Rezultat je bila mješavina lepršavih stihova i iskrivljenih refrena uspostavljajući prepoznatljiv zvuk benda.

### Change The World
Dana 30. studenog 2007., Dawnstar je objavio svoj prvi EP, Change The World (hrvatski: Promijeniti Svijet), uključujući tri pjesme: naslovnu pjesmu Change The World, Scarlet i Don't Die A Martyr For Me (hrvatski: Nemoj umrijeti mucenikom za mene). Bend se za zvučne inženjere ploče odlučio za Zoltán Takács iz Heaven Street Seven i László Philip. Bend je proveo dva dana snimajući u studijima Abnormal u studenom 2007.
Dana 22. siječnja 2017. godine pjesma benda pod nazivom Don't Die A Martyr For Me uvrštena je među antiratne pjesme na talijanskoj web stranici Antiwar Songs.
Dana 6. srpnja 2009., Dawnstar je svirao na Festivalu Donaukanaltreiben u Beču, Austrija. Bend je na web stranici zajednice Myspace primijetio Heidimarie Pyringer, koja je koncert organizirala za bend u glavnom gradu Austrije.
Dana 10. travnja 2010., Dawnstar je svirao na Fringe festivalu u Pečuhu koji je iste godine izabran za Europsku prijestolnicu kulture. Sljedeće godine, 1. travnja 2011., Dawnstar je treći put nastupio na festivalu u Budimpešti.

### Saturnine Valentines
Godine 2012., Dawnstar je počeo snimati svoj prvi cjelovečernji studijski album pod nazivom Saturnine Valentines u Abnormal Studios u Budimpešti. Bend je angažirao Dávid Schram, koji je prethodno radio na Shell Beach This Is Desolation i FreshFabrik MORA, kao inženjera miješanja i masteringa za njihov album.
Dana 19. svibnja 2013., Dawnstar je prenio tri pjesme (Love's Gonna Be Tender, In Heaven We Meet Again, Ophelia ) sa svog nadolazećeg studijskog albuma na YouTubeu i SoundCloud a tri mjeseca kasnije cjelovita ploča bila je dostupna na Bandcamp.
U prosincu 2013. Dawnstar je predstavljen u Queer Music Heritageu JD Doylea. Istog mjeseca Love's Gonna Be Tender emitiran je na OutRadio.
Dana 19. siječnja 2016., prvi video spot benda, In Heaven We Meet Again, premijerno je prikazan u Underground Magazinu. Video je snimljen u Ürömu u prosincu 2015., a režirao ga je Attila Wind. Video je nadahnut psihološkim horor filmom Blair Witch Project Daniela Myricka i Eduard Sánchez.
Dana 12. veljače 2016. bend je svirao emisiju u Szilvuplé Bár és Varieté u Budimpešti s trojicom gostujućih vokala, uključujući: Viktória Wind (rođena Bordács), Zsófia Toporczy (Plüssnapalm) i Viktóra Sereg. Bilo je to prvi put da su gosti vokali pozvani da podrže bend.
Dana 17. lipnja 2016., Dawnstar je objavio svoj drugi video naslov pod nazivom London Nights. U videu Vjetar luta ulicama Londona u Ujedinjenom Kraljevstvu prolazeći pored nekih poznatih znamenitosti poput Tower Bridge i katedrale sv. Pavla. Ostali članovi benda, Viktor Albert i Bálint Hamvas nestrpljivo čekaju da Wind stigne u sobu za probe. Na kraju spota Wind stiže u sobu za probe i bend počinje zajedno svirati pjesmu. Londonske scene snimljene su 13. srpnja 2013., dok je ostatak videozapisa snimljen u Budimpešti, Mađarska, 22. svibnja 2016.
Dana 26. kolovoza 2016. bend je debitirao na Rádió Rock 95.8 sa svojom pjesmom In Heaven We Meet Again. Nekoliko dana kasnije, 9. rujna 2016., na radiju je emitirana još jedna pjesma iz Saturnine Valentines, London Nights.
Dana 17. studenog 2017. bend je svirao emisiju pod nazivom Saturnine Nights u Szilvupléu u Budimpešti.
Dana 27. studenog 2016. s bendom je razgovarao Ádám Rédl na Rádió Rock 95.8. Tijekom jednosatnog razgovora na radiju je emitirano 5 pjesama, uključujući Love's Gonna Be Tender, Ophelia, Almost Every Flame Will Fade Away (Gotovo svaki plamen će nestati) i dvije prethodno odsvirane pjesme: In Heaven We Meet Again i London Nights .

## Članovi benda
Trenuta postava
- Viktor Albert – bubnjevi (2001–)
- Bálint Hamvas – bas gitara, vokali (2001–)
- Attila Wind – vokali, gitara (2001–)

| Bivši članovi - Zsombor Havass – gitara (2006) - Anna Mitropulos – tipkovnica (2005-2011) - Zsolt Szemenyei – tipkovnica (2017) | Obilazeci clanove - Nikolett Poór – violoncelo - Viktória Wind (rođena Bordács) – vokali - Zsófia Toporczy – vokali - Viktória Sereg – vokali |

## Diskografija
Albumi
- Chaneg The World (Promijeni svijet) (2007)
- Saturnine Valentine (2013)

Samci
- Love's Gonna Be Tender (Ljubav će biti nježna) (2013)

## Videografija
Glazbeni spotovi
- In Heaven We Meet Again (U nebu se ponovno susrećemo) (2016.)[15]
- London Nights (2016)[22]

## Vanjske poveznice
- Dawnstar (službena web stranica)
- Dawnstar na YouTubeu
- Dawnstar u SoundCloudu
- Dawnstar na festivalu Donaukanaltreiben  Arhivirana inačica izvorne stranice od 6. srpnja 2011. (Wayback Machine)